# Otto Lang (actor)
Otto Lang (24 de agosto de 1906 - 24 de junio de 1984) fue un actor y profesor de nacionalidad alemana.

## Biografía
Nacido en Fráncfort del Meno, Alemania, Lang era hijo de un jardinero. Estudió entre 1924 y 1926 en la Escuela de Música y Arte Dramático de su ciudad natal, teniendo sus primeros compromisos como actor en Remscheid, Herford, Fráncfort del Meno y Bamberg. En el año 1933 ingresó en el Partido Nacionalsocialista Obrero Alemán. Entre 1934 y 1939 trabajó en Hildesheim, siendo más adelante director artístico en Gliwice. 
Después de 1945 fue miembro del Partido Comunista de Alemania/Partido Socialista Unificado de Alemania, y a partir de 1947 enseñó en el Instituto del Deutsches Theater de Weimar. Desde 1951 fue miembro de la Comisión Estatal de Asuntos Artísticos. Entre 1953 y 1958 fue rector de la Theaterhochschule de Leipzig. Desde el año 1958 hasta junio de 1973 trabajó como administrador del Nationaltheater de Weimar. Fue miembro desde 1958 de la Deutsche Shakespeare-Gesellschaft (Sociedad Alemana de Shakespeare), y desde 1963 a abril de 1973 vicepresidente de la misma. También, y de manera ocasional, fue parlamentario del consejo de distrito de Bezirk Erfurt.
Lang fue galardonado en 1966 con la Orden del Mérito Patriótica en bronce, recibiendo en 1971 la misma Orden en plata. Otto Lang falleció en 1984, a los 77 años de edad, en Weimar.

## Filmografía
- 1964 : Der geteilte Himmel
- 1965 : Solange Leben in mir ist
- 1968 : Yo tenía 19 años
- 1969 : Zeit zu leven
- 1972 : Trotz alledem!

## Teatro

### Director
- 1950 : Julius Hay: Kamerad Mimi (Deutsches Theater-Institut de Weimar)
- 1953 : Julius Hay: Energie (Teatro Maxim Gorki)
- 1959 : Friedrich Schiller: Don Carlos (Deutsches Nationaltheater und Staatskapelle Weimar)

### Actor
- 1965 : Friedrich Schiller: Wallenstein, dirección de Fritz Bennewitz (Deutsches Nationaltheater und Staatskapelle Weimar)